# Dungeons & Dragons (film)
Dungeons & Dragons is een Amerikaanse avonturenfilm uit 2000, geregisseerd door Courtney Solomon.

## Verhaal
De film speelt zich af in een fantasiewereld. Al jarenlang heerst er een grote onenigheid tussen magiërs en normale mensen. Vooral omdat de magiërs zich als superieur beschouwen.
Een van die magiërs is de kwaadaardige Profion. Hij heeft zijn zinnen gezet op een manier om de gevreesde rode draken in zijn macht te krijgen. Daarvoor heeft hij een magische staf nodig. Als hij de draken eenmaal zijn macht heeft, kan hij de jonge keizerin van de troon stoten. De keizerin staat op het punt eindelijk een einde te maken aan alle ellende door magiërs en gewone mensen als elkaars gelijken te verklaren.
Twee jonge dieven, Ridley Freeborn en Snails, raken per ongeluk bij het plan van Profion betrokken. Samen met de tovenares-in-opleiding Marina Pretensa, de dwerg Elwood Gutworthy en de mysterieuze elf Norda moeten ze de rode staf opsporen voordat Profion hem in handen krijgt. De groep wordt tegengewerkt door Damodar, Profions rechterhand. Om de staf te vinden moeten ze allereerst een magische steen uit een doolhof halen.
Snails verliest het leven in gevecht met Damodar. Ridley vindt de staf, maar wordt door Damodar gevangen en naar Profion gebracht. Die gebruikt de staf om de rode draken op te roepen. De keizerin probeert ze met haar eigen draken te stoppen. Ridley kan Profion de staf afhandig maken en de draken weer wegsturen. Profion zelf wordt ontmaskerd als de schurk die hij is, en verslonden door een van de draken van de Keizerin.

## Rolverdeling
| Acteur           | Personage                 |
| ---------------- | ------------------------- |
| Jeremy Irons     | Profion                   |
| Justin Whalin    | Ridley Freeborn           |
| Marlon Wayans    | Snails                    |
| Bruce Payne      | Damodar                   |
| Robert Miano     | Azmath                    |
| Tomás Havrlik    | Mage                      |
| Thora Birch      | Empress (keizerin) Savina |
| Edward Jewesbury | Vildan Vildir             |
| Tom Baker        | Halvarth                  |

## Achtergrond
Hoewel de film gebaseerd is op het gelijknamige spel wordt de film zowel onder spelers van dat spel als onder fantasyfans beschouwd als een zeer slechte film. Een van de redenen die daarvoor gegeven wordt, is het amateurisme van zowel het verhaal, de regie als het camerawerk. Maar ook het veelvuldig gebruik van CGI wordt vaak aangehaald als reden van het floppen van deze film. Ten slotte werden maar weinig zaken die echt met Dungeons & Dragons te maken hadden verwerkt in de film.
Ondanks de slechte kritieken kreeg de film toch een vervolg, Dungeons & Dragons 2: Wrath of the Dragon God. Dit was een televisiefilm.

## Prijzen en nominaties
- In 2001 werd de film genomineerd voor de Young Artist Award voor Best Performance in a Feature Film - Supporting Young Actress (Thora Birch)
- In 2002 werd de film genomineerd voor de Cinescape Genre Face of the Future Award, wederom voor Thora Birch.